# Анаспидацеи
Анаспида́цеи (лат. Anaspidacea) — отряд пресноводных ракообразных из класса высших раков (Malacostraca).

## Классификация
На август 2020 года в отряд включают одно семейство и 3 рода:
- Anaspidesidae Ahyong & Alonso-Zarazaga, 2017 [syn. Anaspididae Thomson, 1893] — Тасмания[3]
  - Allanaspides Swain, Wilson, Hickman & Ong, 1970
  - Anaspides Thomson, 1894
  - Paranaspides Smith, 1908

Другие источники относят к отряду ещё 3 семейства и 8 родов:
- Koonungidae Sayce, 1908 — Конунговые[источник не указан 1649 дней]
  - Koonunga Sayce, 1907 — юго-восточная Австралия и Тасмания
  - Micraspides Nicholls, 1931 — юго-восточная Австралия и Тасмания
- Psammaspididae Schminke, 1974 — Псаммаспидовые[источник не указан 1649 дней]
  - Eucrenonaspides Knott et Lake, 1980 — Тасмания
  - Psammaspides Schminke, 1974 — юго-восточная Австралия
- Stygocarididae Noodt, 1963 — Стигокаридовые[источник не указан 1649 дней]
  - Oncostygocaris Schminke, 1980 — юг Южной Америки
  - Parastygocaris Noodt, 1963 — юг Южной Америки
  - Stygocarella Schminke, 1980 — Новая Зеландия
  - Stygocaris Noodt, 1963 — юг Южной Америки, юго-восточная Австралия и Новая Зеландия

## Описание
Образ жизни представителей Anaspidesidae варьирует от троглобиотического (жизнь исключительно в подземных пещерах) до обитания в озерах, ручьях и заболоченных прудах. Они обнаружены только в Тасмании.
Koonungidae найдены в Тасмании и юго-восточной части австралийского материка, где они живут в рачьих норах, пещерах. Места обитания видов семейств Psammaspididae и Stygocarididae ограничены пещерами, однако последние имеют большее распространение, чем другие семейства — они распространены как в Новой Зеландии и Австралии, так и в Южной Америке; два вида этого семейства являются эндемиками Южной Америки, а еще один, Stygocarella, встречается только в Новой Зеландии.